# Starrcade 1998
Starrcade (1998) fu l'annuale edizione del pay-per-view Starrcade prodotto dalla World Championship Wrestling (WCW); si tenne il 27 dicembre 1998 presso l'arena MCI Center di Washington D.C.
Il main event dello show fu il No Disqualification match tra Goldberg e Kevin Nash con in palio il titolo WCW World Heavyweight Championship. Il feud tra i due era iniziato quando Nash aveva vinto la battle royal a World War 3, diventando primo sfidante al titolo. Altri match di rilievo furono Diamond Dallas Page contro The Giant, Eric Bischoff contro Ric Flair, e Konnan contro Chris Jericho per il WCW World Television Championship.

## Risultati
| N. | Risultati                                                                     | Stipulazione                                                        | Durata |
| -- | ----------------------------------------------------------------------------- | ------------------------------------------------------------------- | ------ |
| 1  | Billy Kidman (c) sconfigge Rey Mysterio Jr. & Juventud Guerrera               | Triple threat match per il WCW Cruiserweight Championship           | 14:55  |
| 2  | Billy Kidman (c) sconfigge Eddie Guerrero                                     | Single match per il WCW Cruiserweight Championship                  | 10:49  |
| 3  | Norman Smiley sconfigge Prince Iaukea                                         | Single match                                                        | 11:31  |
| 4  | Perry Saturn sconfigge Ernest Miller (con Sonny Onoo)                         | Single match                                                        | 07:07  |
| 5  | Brian Adams & Scott Norton (con Vincent) sconfiggono Fit Finlay & Jerry Flynn | Tag team match                                                      | 08:56  |
| 6  | Konnan (c) sconfigge Chris Jericho                                            | Single match per il WCW World Television Championship               | 07:27  |
| 7  | Eric Bischoff sconfigge Ric Flair                                             | Single match                                                        | 07:08  |
| 8  | Diamond Dallas Page sconfigge The Giant                                       | Single match                                                        | 12:45  |
| 9  | Kevin Nash sconfigge Goldberg (c)                                             | No Disqualification match per il WCW World Heavyweight Championship | 11:20  |

## Conseguenze
La sconfitta di Goldberg a Starrcade mise fine alla sua striscia di imbattibilità. Il 4 gennaio a Nitro, Kevin Nash avrebbe dovuto affrontare Goldberg nel rematch per il titolo WCW World Heavyweight Championship. Tuttavia, Goldberg fu arrestato (kayfabe), quando venne falsamente accusato di stalking nei confronti di Miss Elizabeth. Invece, Nash affrontò Hollywood Hogan, tornato dopo un periodo di pausa, nel quale aveva annunciato il suo ritiro dal ring per candidarsi alla presidenza degli Stati Uniti, che si offrì di combattere con Nash al posto di Goldberg. Nash si lasciò schienare da Hogan sdraiandosi sul ring, senza combattere e opporre resistenza, cedendo di fatto il titolo a Hogan, in un incidente rimasto famoso come "Fingerpoke of Doom". Il match fu seguito da una reunion del New World Order.
Dopo Starrcade, Goldberg ebbe un feud con Scott Hall a causa della sua interferenza nel match. I due si scontrarono in un Ladder match al ppv Souled Out. Dopo che Goldberg ebbe vinto il match, Bam Bam Bigelow giunse dal backstage e lo aggredì, dando così origine a una rivalità tra i due. Il feud culminò nel loro match a SuperBrawl IX, dove Goldberg sconfisse Bigelow. Il feud tra Ric Flair ed Eric Bischoff proseguì, con Hogan che alla fine divenne anche lui parte della contesa. L'intero feud, che portò Flair ad ottenere il controllo della WCW, culminò al ppv Uncensored dove Ric sconfisse Hogan strappandogli il titolo WCW.